# Епархия Лафиа
Епархия Лафиа (лат. Dioecesis Lafiensis) — епархия Римско-Католической церкви c центром в городе Лафиа, Нигерия. Епархия Лафиа входит в митрополию Абуджи. Кафедральным собором епархии Лафиа является церковь святого Гильельма.

## История
5 декабря 2000 года Римский папа Иоанн Павел II издал буллу Petitum est nuper, которой учредил епархию Лафиа, выделив её из епархий Макурди и Джоса.

## Ординарии епархии
- епископ Matthew Ishaya Audu (5.12.2000 — по настоящее время).

## Источник
- Annuario Pontificio, Libreria Editrice Vaticana, Città del Vaticano, 2003, ISBN 88-209-7422-3
- * Булла Petitum est nuper  (лат.)